# Szent Beszteréd
Szent Beszteréd (latinul: Bistridus, Bestridus, Beztertus; magyarul: Besztrik, Beszter, Besztrid; szlovákul: Bystrík; * ? – † 1046, Pest), a 11. században nyitrai püspök, 1046-ban szenvedett mártírhalált. Neve után ítélve szláv származású lehetett. Legkorábbi említését Szent Gellért Nagyobb legendájában találjuk – ezt a 13. század második feléből származtatják. A legenda az 1046-ban történt magyarországi lázadás eseményeit meséli el.

## Élete
Amikor 1046 tavaszán lázadás robbant ki Orseolo Péter király ellen, a lázadókat pogány felkelők is támogatták, Vata vezérrel az élükön. A Tisza mentéről nyugat felé haladva dúlták a templomokat, kolostorokat és egyéb keresztény létesítményeket. A lázadás dúlta vidékről Gellért csanádi püspök és két további püspök: Bőd és Beneta az ország nyugati részébe menekült. Beszteréd csatlakozott társaihoz és együtt a biztonságos Székesfehérvár felé igyekeztek.
A hír hallatára, hogy Vata hadain kívül András és Levente is Pest felé közelednek, a püspökök a királyfiak üdvözlésére indultak, hogy Budán az oltalmuk alá jussanak. Amikor elérték a Pestre vezető dunai révet, a pogány Vata hadai kőzáporral támadták meg őket. Gellértet rákötözték egy kocsira, s legördítették a hegyről a Dunába. Miután Gellért ezt túlélte, kővel verték szét a fejét és dárdával szúrták át a mellét. A hegy, ahonnan a kocsit lelökték, a mai Budapest jobb oldali Duna-partja felett magaslik és a püspök mártírhalála emlékére Gellért-hegy a neve.
Bőd püspököt is megkövezték a lázadók. Beszteréd és Beneta egy csónakban igyekeztek a Duna másik partját elérni, ahol a Kijevi Oroszország felől vonuló András királyfi hadát remélték megtalálni. A másik parton azonban szintén lázadók várták őket, akik Beszterédnek olyan súlyos sebesüléseket okoztak, hogy a püspök harmadnapra meghalt (több történelmi forrás szerint már másnap elhunyt). Ez 1046. szeptember végén történt, legfeljebb két-három nappal Gellért püspök halála után (1046. szeptember 27.).

## Emléke
Szent Gellértet, Budapest és a nevelők patrónusát, s vele egyidőben társait, Bődöt és Beszterédet I. László király igyekezete révén avatták szentté 1083-ban, VII. Gergely pápa idejében. Mai közös ünnepnapjukat a szabolcsi zsinat állapította meg 1092-ben. Magyarországon szeptember 24-én, Szent Gellért ünnepén mártírtársait, Szent Bődöt és Szent Beszterédet is említik. A szlovákiai katolikus egyház mai naptárában szeptember 24-én van Szent Beszteréd napja, de ezt nem ünneplik különösebben.
Szent Beszteréd egyike a három püspöknek (Bőd, Gellért) a gyöngyöshalászi Szent Anna-templom falfestményén, valamint a Kunszentmiklóson található márványszobron. A szobor Harcsa Károly alkotása, a kalocsa-kecskeméti érsek leplezte le 1999. december 12-én.
Szent Beszteréd attributumai: csónak, nyilak, kard. Rendszerint püspöki pálcával és püspöki süveggel ábrázolják, kezében pálmalevéllel – a vértanúság jelvényével.